# Slančík (potok)
Slančík je potok na východním Slovensku, protékájicí jihovýchodní částí okresu Košice-okolí. Je to pravostranný přítok Roňavy, měří 7,8 km a je tokem V. řádu. Zejména na dolním toku teče výrazně zvlněným korytem.
Pramen: v Slanských vrších, v lokalitě Nižné Košariská, východně od kóty 441,5 m v nadmořské výšce přibližně 410 m n. m.
Směr toku: nejprve na jih, přičemž vytváří výrazný oblouk směřující na západ a následně pokračuje jihovýchodním až jihojihovýchodným směrem k ústí
Geomorfologické celky: 1. Slanské vrchy, podsestava Bogota, 2. Východoslovenská pahorkatina, podsestava Podslanská pahorkatina
Přítoky: zprava dva přítoky pramenící severně od obce Slanec, Bradla (202,7 m n. m.); zleva přítok z oblasti Vilongova
Ústí: do Roňavy na jižním okraji obce Slanské Nové Mesto v nadmořské výšce přibližně 185 m n. m.
Obce: okrajem obcí Slančík a Slanské Nové Mesto